# Carlo Festuccia
Carlo Festuccia (L'Aquila, 20 giugno 1980) è un allenatore ed ex giocatore italiano di rugby a 15, in carriera attivo nel ruolo di tallonatore, 54 volte internazionale per l'Italia con cui ha preso parte a due edizioni della Coppa del Mondo.

## Biografia
Cresciuto rugbisticamente nella squadra della sua città, L’Aquila, Festuccia con essa esordì in campionato a fine 1998 (6 dicembre, sconfitta interna contro il Petrarca).
Già in luce a livello nazionale prima dell'esordio in prima squadra (aveva fatto parte delle Nazionali Under-15 e Under-18) nelle successive quattro stagioni nel capoluogo abruzzese continuò la trafila azzurra attraverso le selezioni Under-19 e Under-21 (con la quale disputò anche il Sei Nazioni contro le pari categoria).
Nel 2002 Festuccia si trasferì al GRAN Parma, e pochi mesi dopo arrivò anche la prima partita in Nazionale maggiore, nel Sei Nazioni 2003 contro il Galles.
A ottobre di quell'anno il C.T. John Kirwan inserì Festuccia nella rosa dei convocati per la Coppa del Mondo di rugby 2003 in Australia, nel corso della quale il giocatore disputò tutti gli incontri della Nazionale, uno dei quali da titolare.
Anche il nuovo C.T. Pierre Berbizier confermò fiducia a Festuccia, impiegandolo regolarmente nel Sei Nazioni e nelle qualificazioni per la Coppa del Mondo di rugby 2007, che lo vide tra i convocati.
Nel 2007 si trasferì in Francia ai parigini del Racing Métro 92 al seguito di Berbizier, nel frattempo divenuto allenatore del club francese.
Il successore in Nazionale di Berbizier, Nick Mallett impiegò Festuccia per il Sei Nazioni 2008 (3 incontri) e, a seguire in quello del 2009; ha preso parte anche al torneo del 2011.
Nell'estate del 2011 rientrò in Italia, ai Crociati, squadra tributaria della franchise di Pro12 degli Aironi; allo scioglimento della franchise nel 2012 e il subentro nel torneo delle Zebre, Festuccia fu assorbito da quest'ultima squadra a partire dalla stagione 2012-13.
A settembre 2013 fu ingaggiato dalla squadra inglese degli Wasps in Premiership. Dopo aver giocato tre stagioni in Inghilterra tornò alle Zebre per uno scorcio di stagione 2016-17 ma a gennaio 2017 fu reingaggiato dagli Wasps fino a fine stagione, quando Festuccia annunciò il ritiro definitivo dall'attività agonistica.
Dal giugno 2017 al maggio 2020 fu allenatore degli avanti della formazione di Reggio Emilia.
Nel marzo 2021 viene eletto consigliere FIR in quota giocatori.

## Palmarès
- Campionati francesi Pro D2: 1
Racing Métro 92: 2008-09
- Coppe Italia: 1
Reggio Emilia: 2018-19